# Leptogium hildenbrandii
Leptogium hildenbrandii är en lavart som först beskrevs av Garov. och som fick sitt nu gällande namn av William Nylander. 
Leptogium hildenbrandii ingår i släktet Leptogium och familjen Collemataceae.   Inga underarter finns listade i Catalogue of Life.